# Гадрутський краєзнавчий музей імені Артура Мкртчяна
Гадрутський краєзнавчий музей імені Артура Мкртчяна — районний краєзнавчий музей Гадрутського району Нагірно-Карабаської Республіки. Музей було відкрито 26 лютого 1984 р. та після смерті у 1992 р.
Голови Верховної ради НКР, уродженця Гадрута Артура Мкртчяна, отримало назву на його честь. Музей працює з 10:00 до 17:30, субота та неділя — вихідні. Вхід до музею безкоштовний.
Експозиції музею складаються з кількох частин та включають в себе наступні розділи: Азоська печера, народний побут, народне господарство, загальна історія, визвольний рух за незалежність та Карабаська війна.

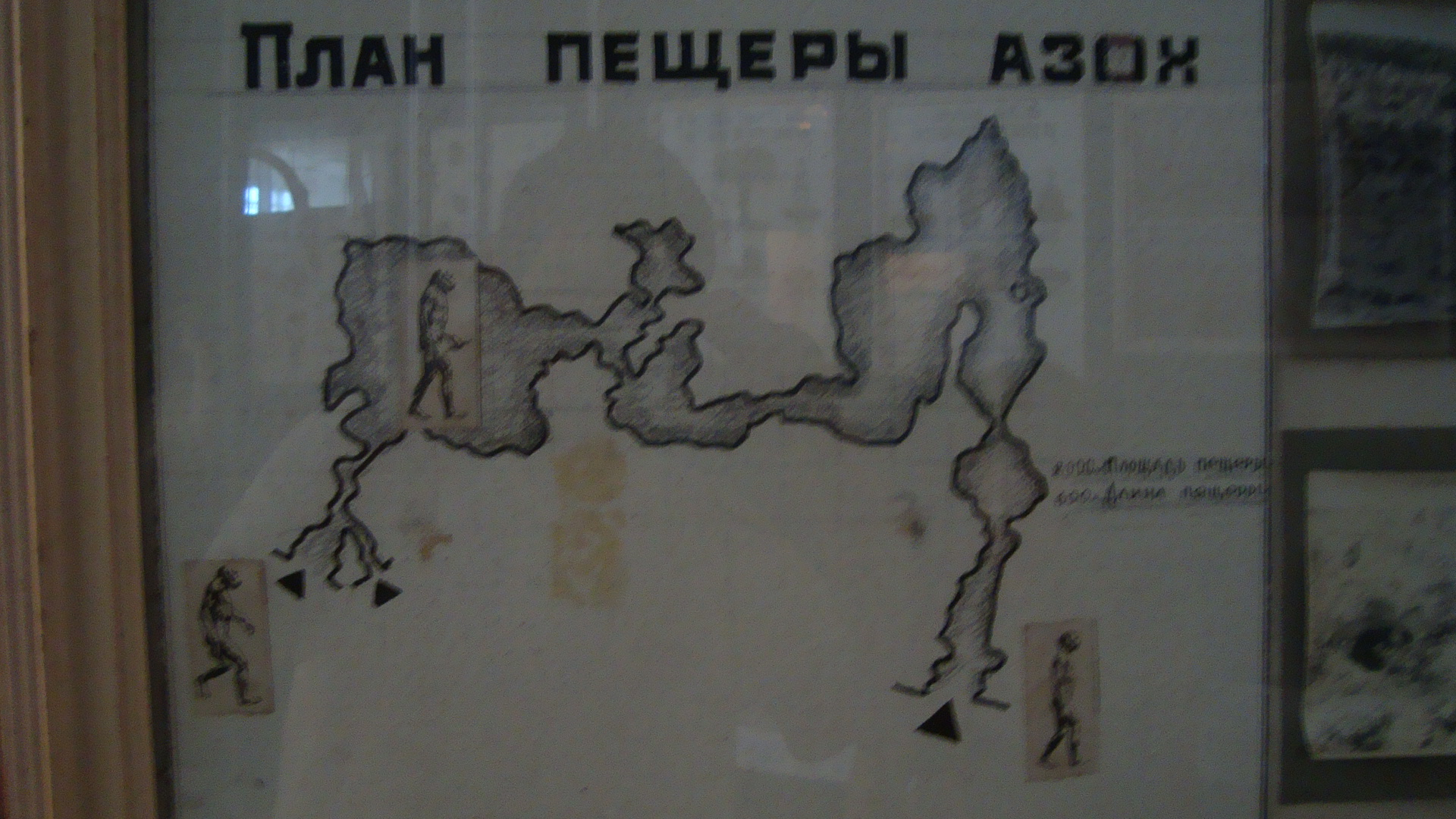
План Азоської печери
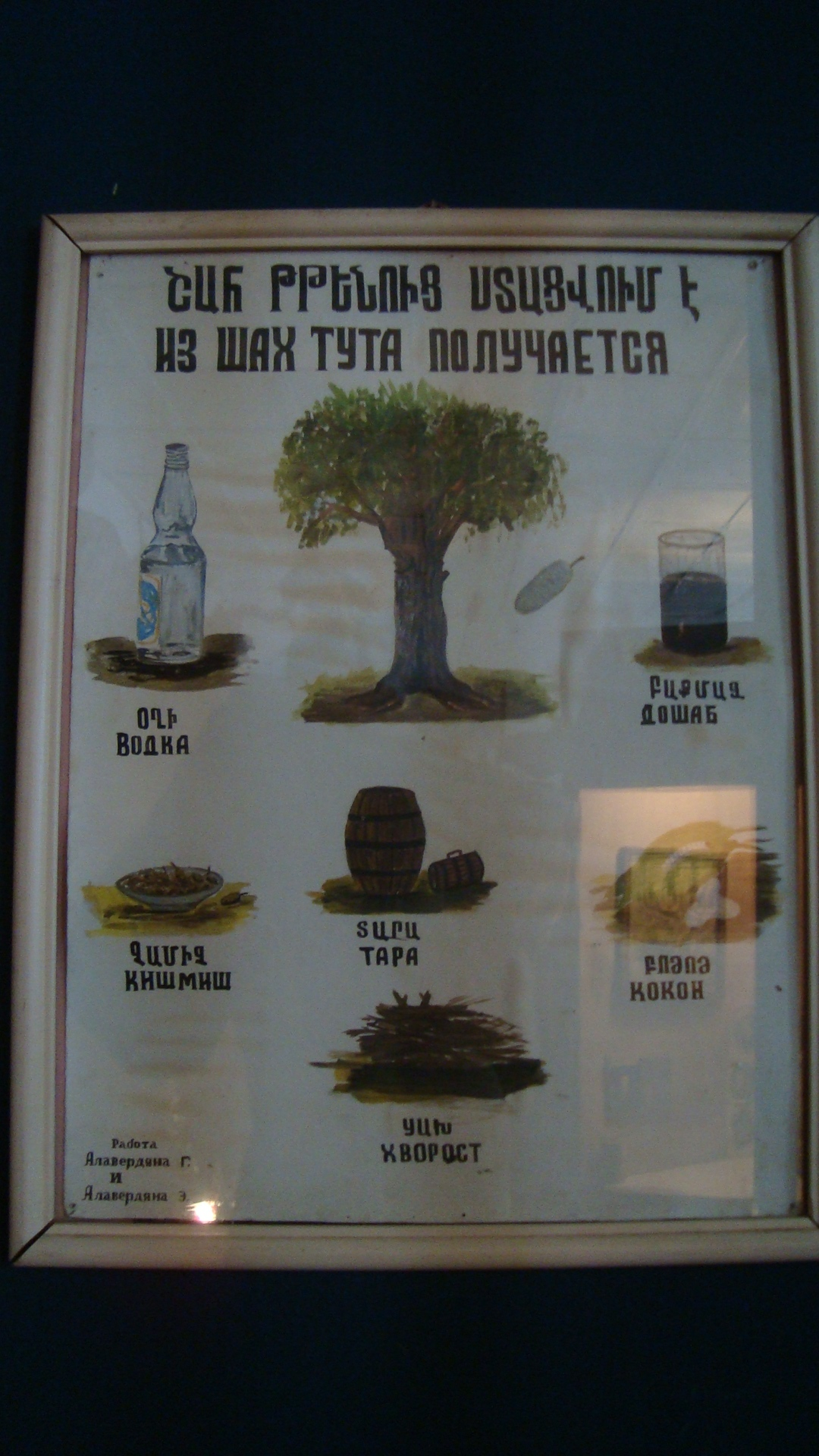
Макет продукції, що виготовляється з туту (шовковиці)
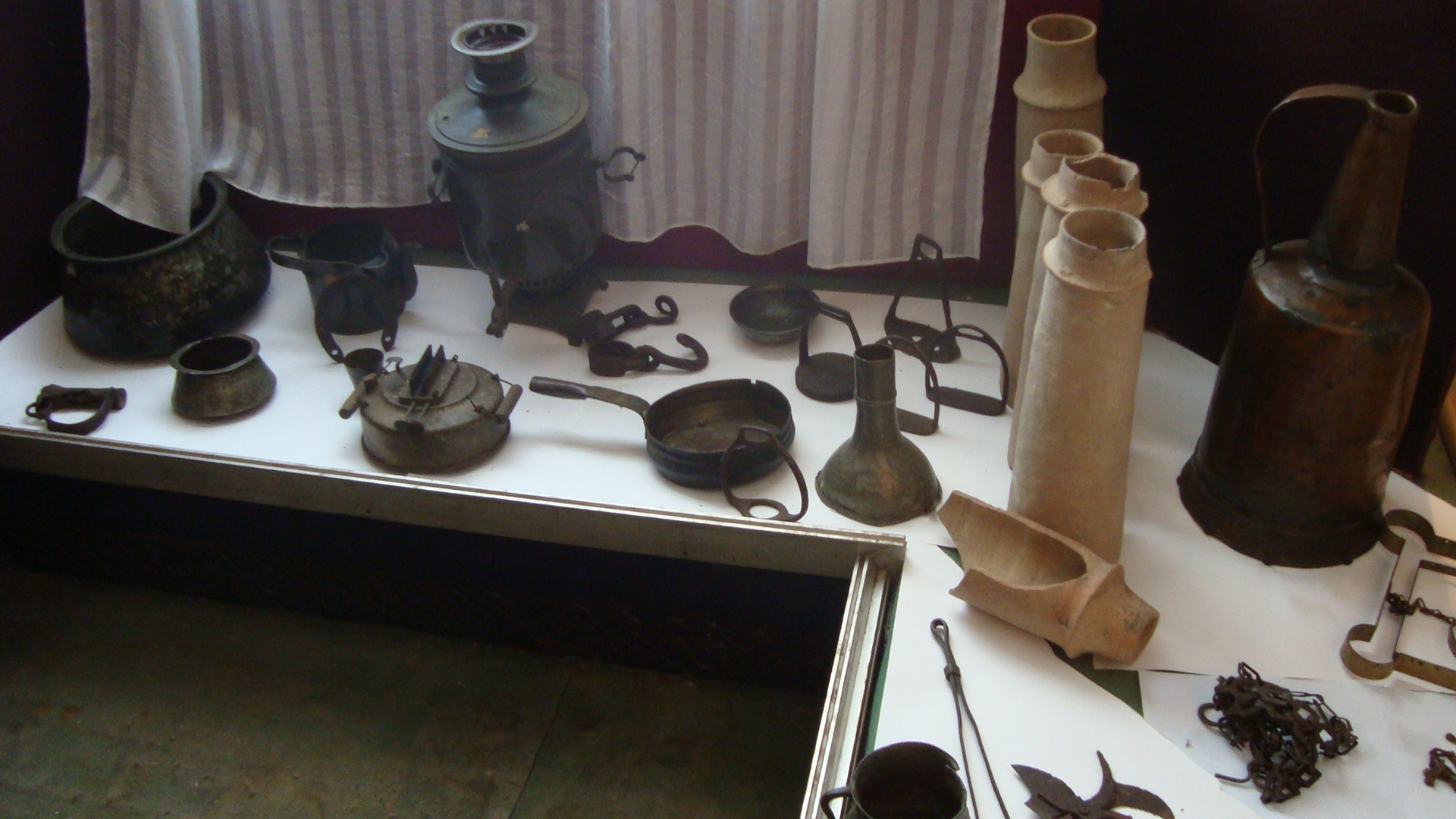
Старі предмети для обробки
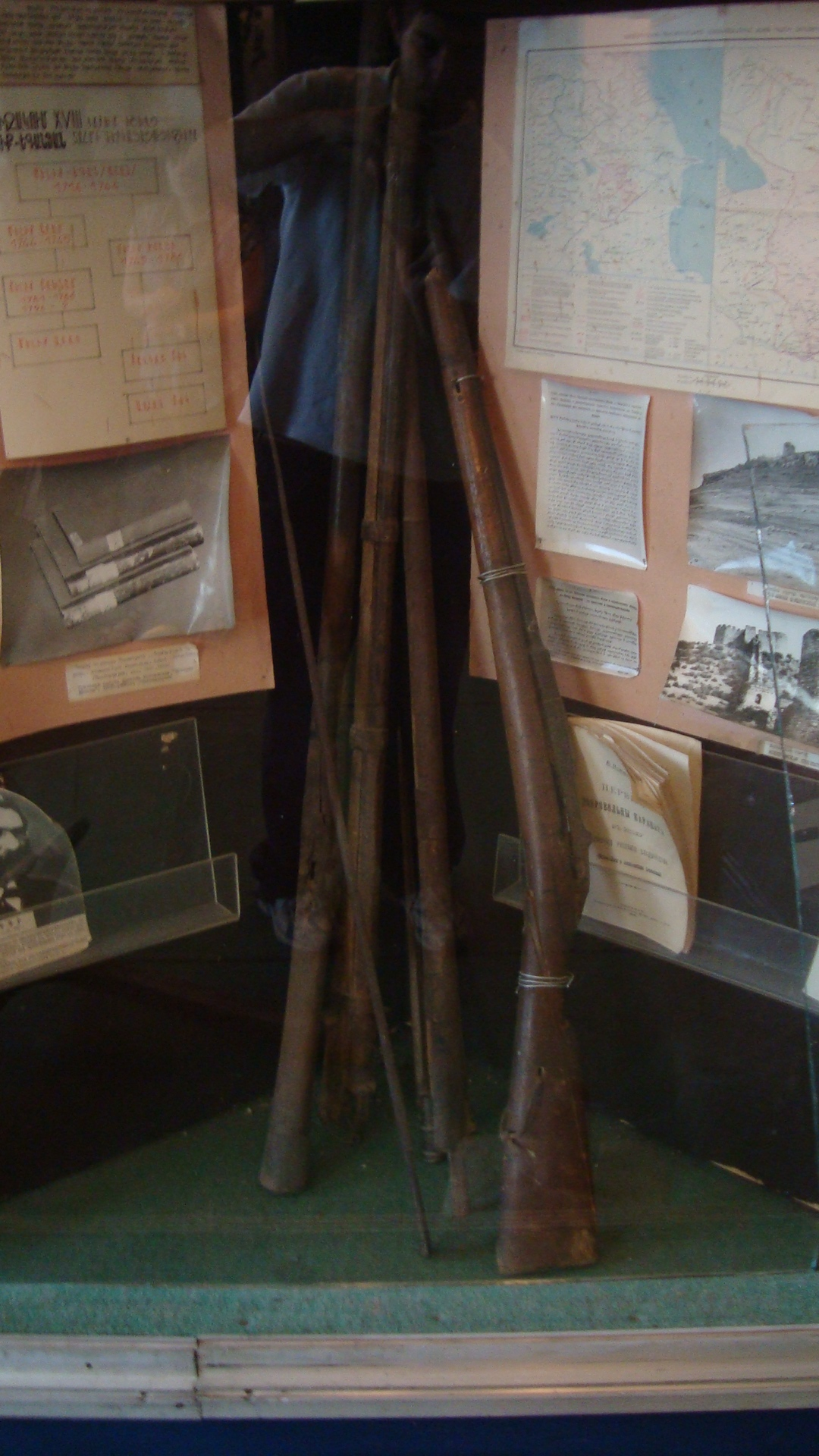
Стара стрілецька зброя
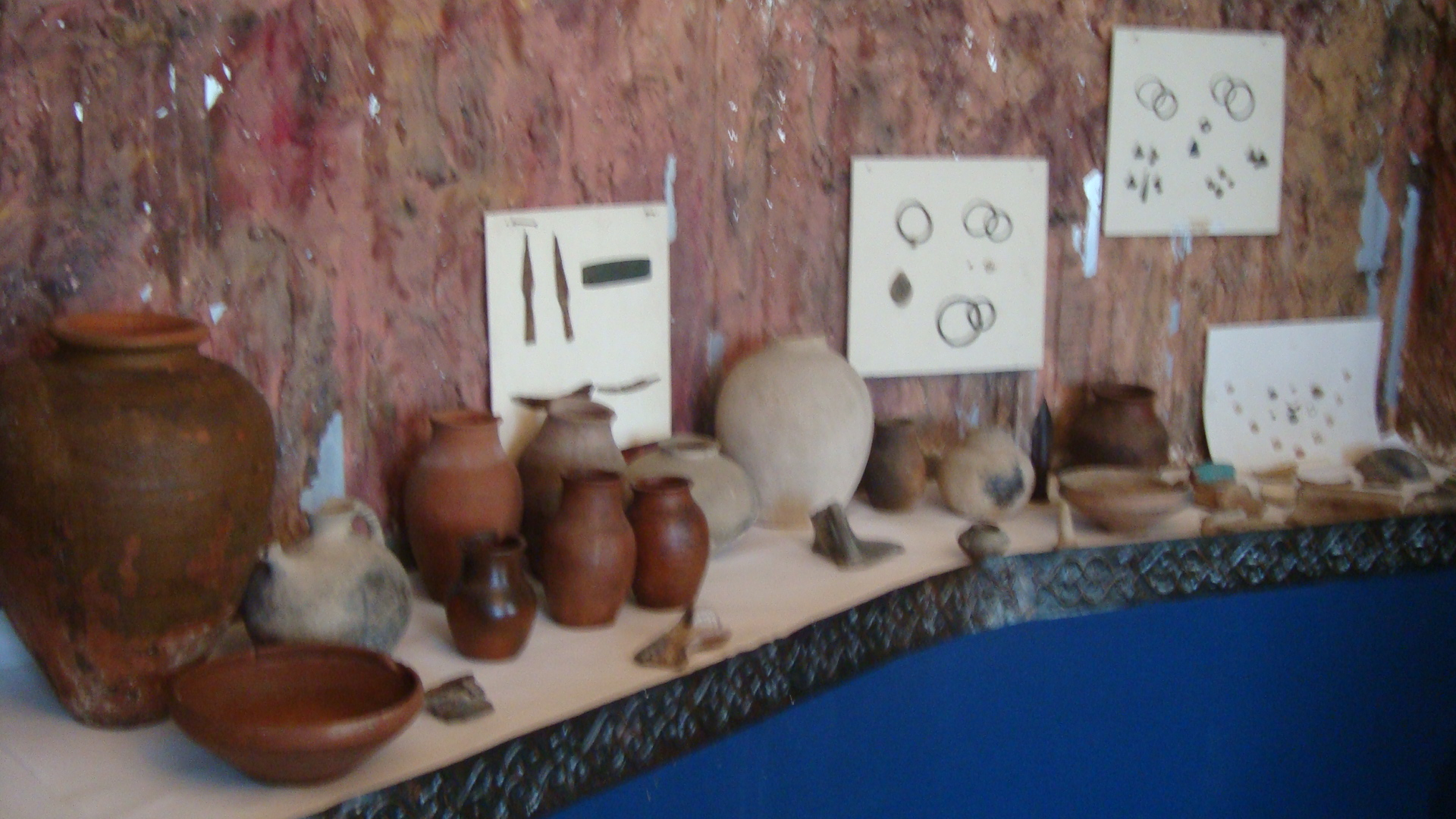
Предмети гончарства
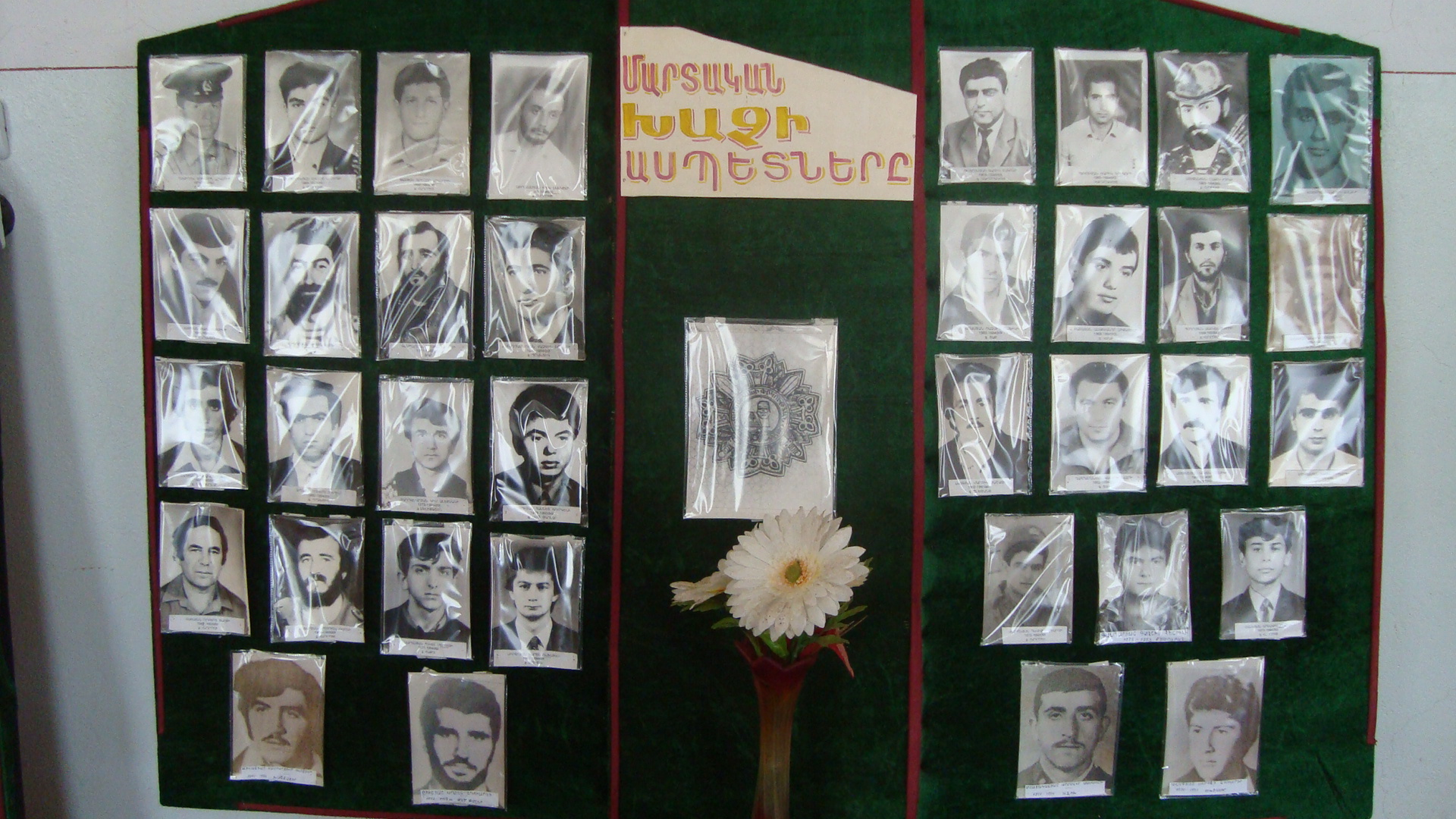
Фотографії загиблих азатамартиків (воїнів-визволителів)
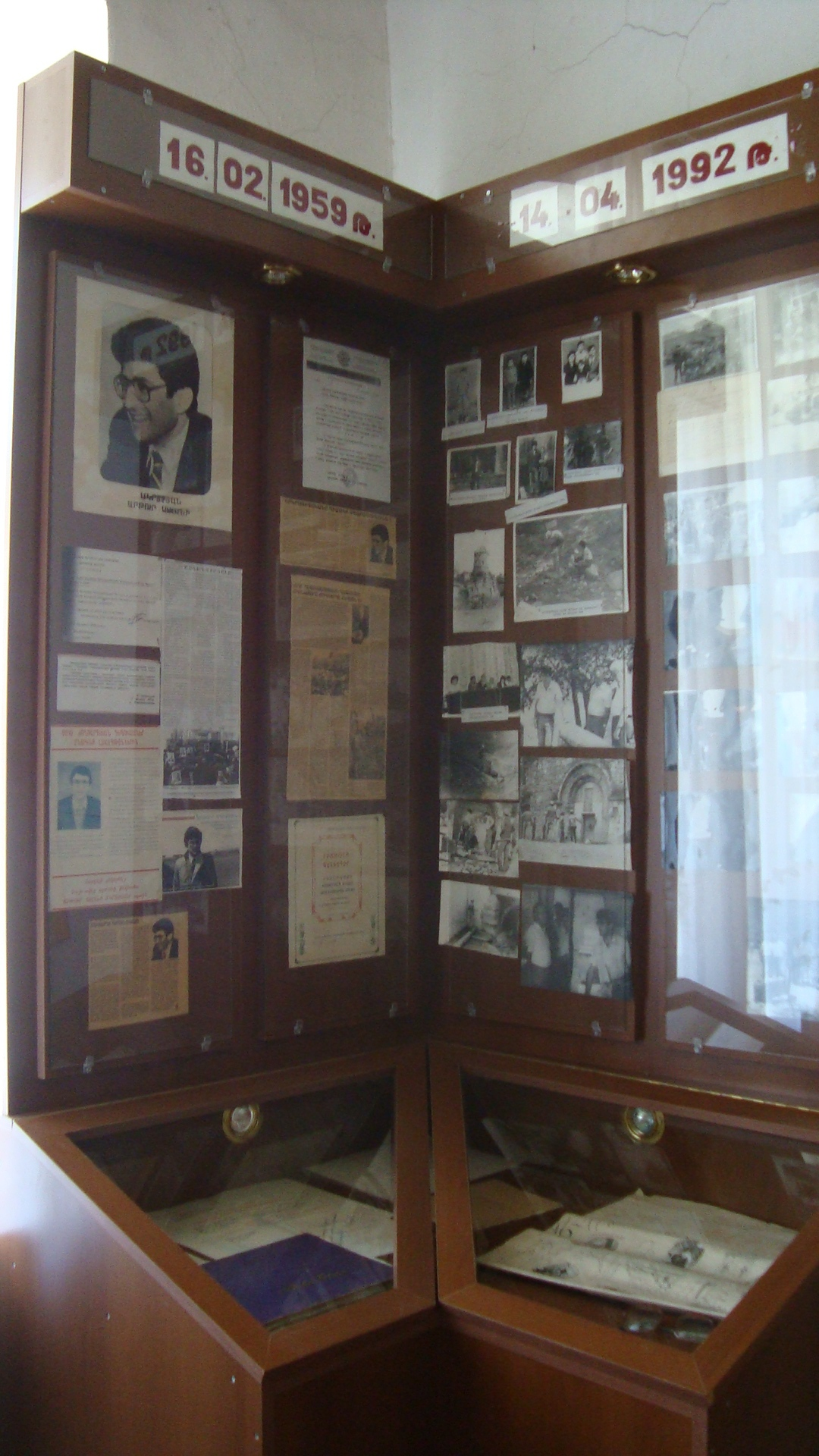
Стенд, присвячений Артуру Мкртчяну